# Pikelot Island
Pikelot Island är en ö i Mikronesiska federationen.   Den ligger i kommunen Satawal Municipality och delstaten Yap, i den västra delen av landet, 1 200 km väster om huvudstaden Palikir. Arean är 0,42 kvadratkilometer.
Terrängen på Pikelot Island är mycket platt. Öns högsta punkt är 15 meter över havet. Den sträcker sig 1,1 kilometer i nord-sydlig riktning, och 0,6 kilometer i öst-västlig riktning.